# Satyricon
Satyricon — норвежская блэк-метал-группа. В Satyricon два постоянных участника: Сатир (вокал, гитара, бас, клавишные) и Фрост (ударные), к которым время от времени присоединяются сессионные и концертные музыканты. Satyricon возникли в начале 90-х и с первыми альбомами вошли в когорту групп, которые создали норвежскую блэк-метал-сцену и которые часто характеризуют как «вторая волна блэк-метала». Начиная с четвёртого альбома Rebel Extravaganza музыка группы стала более ориентированной на массовую аудиторию, последующие релизы стабильно попадали в мейнстримовые музыкальные чарты. Сейчас Satyricon вместе с соотечественниками Dimmu Borgir являются одной из наиболее коммерчески успешных групп в своём жанре.

## История

### Создание группы иDark Medieval Times(1990—1993)
В 1990 году бас-гитарист Wargod (Вегард Бломберг) и ударник Exhurtum (Карл Михаэль Эйде) создали дэт-металическую группу Eczema, вскоре к ним примкнул гитарист Lemachand (Ховард Йоргенсен). В следующем году они поменяли название на Satyricon, тогда же в группу пришёл пятнадцатилетний вокалист Сатир (Сигурд Вонгравен). В этом составе было записано первое демо All Evil, изданное тиражом около 1000 копий. В 1992 году Эйде и Вегард были отчислены из группы, и ударником стал Фрост. В следующем году было записано демо The Forest is My Throne, которое было распродано тиражом около 1500 копий. После записи ушёл Йоргенсен, и в группе остались Сатир и Фрост. В 1995 году Satyricon переиздали The Forest Is My Throne на сплите с Enslaved. Эйде и Йоргенсен впоследствии играли важную роль в других известных норвежских группах: Йоргенсен многие годы являлся постоянным участником Ulver, а Эйде основал Ved Buens Ende и Aura Noir.
Работа в студии над дебютным альбомом началась в августе 1993 года, но до конца сессии из-за финансовых проблем шведского лейбла No Fashion Records музыкантам пришлось самим искать деньги и оборудование. Выходом стало создание собственного лейбла Moonfog Productions под патронажем более известной компании Tatra Productions. На альбоме, получившем название Dark Medieval Times, группа стремилась передать мрачный дух средневековья. «Сырой» блэк-метал эффектно сочетается с пассажами, исполненными на акустической гитаре, и флейтой. Альбом считается классикой жанра.

### The Shadowthrone,Nemesis DivinaиRebel Extravaganza
Второй альбом The Shadowthrone (1994) стоит немного ближе к викинг-металу: на треке «Vikingsland» доминирует чистый вокал, в нескольких других треках важную роль играют клавишные партии. На бас-гитаре играл Самот из Emperor, на клавишных — Сверд Стейнар Йонсен из Arcturus. В следующем году Сатир вместе с Исаном из Emperor записал фолк-эмбиентный альбом Fjelltronen, который был издан под именем Wongraven (проект был назван по фамилии Сатира).
Третий альбом Nemesis Divina вышел в 1996 году и также считается классическим. Он был записан с участием Nocturno Culto (гитарист Darkthrone). В Европе альбом распространялся влиятельным лейблом Century Media Records, а на песню «Mother North», которая до сих пор является одной из самых известных песен группы, был снят видеоклип. В том же году Satyricon с сессионным гитаристом Даниэлем Олайсеном (Blood Red Throne) отправились в европейское турне с Dissection и Gorgoroth.
Начиная с этого момента Satyricon постепенно стали отходить от традиционного блэк-метала. В 1997 году был издан EP Megiddo, в который вошли четыре ранее не издававшихся трека: ремикс Apoptygma Berzerk на песню «The Dawn Of A New Age», концертная версия «Forhekset», перезаписанная и изданная под новым названием «The Dark Castle In The Deep Forest» и кавер-версия песни Motörhead «Orgasmatron».
На последовавшем альбоме Rebel Extravaganza (1999) группа продолжила эксперименты: в музыке появились черты индастриала, а структура песен стала напоминать структуру традиционного рока с чередованием куплетов и припевов. После этого Satyricon провели турне в статусе хедлайнеров при участии Hecate Enthroned и Behemoth, а затем сопровождали американских грув-металлистов Pantera в их европейском туре.

### Коммерческий успех (2002—)
Satyricon стали одной из первых блэк-метал-групп, получивших контракт с крупным лейблом, издающим популярную музыку. В 2002 году группа подписала контракт с Capitol Records на издание своего нового альбома Volcano в Скандинавии (основным дистрибьютором был Nuclear Blast). На главный хит «Fuel for Hatred» известный шведский клипмейкер Юнас Окерлунд снял видеоклип для ротации на телевидении. Volcano дебютировал на четвёртом месте в норвежском чарте и разошёлся только в Норвегии тиражом в 20 000 копий. Позже альбом получил главную национальную музыкальную премию Spellemannsprisen в номинации «Лучший метал-альбом года», немецкую премию Alarm Award в той же номинации и премию The Oslo Award как лучший альбом года. «Fuel for Hatred» на Alarm Award была признана песней года. Два года спустя Volcano был официально издан в США дочерним лейблом Sony Music под названием EatUrMusic.
В 2004 году был запланирован совместный американский тур с Morbid Angel и Suffocation. Перед туром на группу обрушились трудности: Фрост не получил въездную визу, а концертный гитарист Арнт Гронбех в драке порезал лицо накануне отъезда. В итоге Гронбех отыграл тур со швами, а Фроста заменил Трюм Торсон из Emperor. Летом музыканты отыграли на крупнейшем фестивале Wacken Open Air. Это событие стало знаковым, так как вместе с Satyricon на сцену вышел Nocturno Culto и исполнил четыре песни из репертуара Darkthrone. В конце года состоялся ещё один тур по Штатам и Канаде. На этот раз Фроста подменял Джои Джордисон из Slipknot. Однако из-за того, что два гитариста были арестованы по обвинению в изнасиловании, последние концерты были отменены.
Осенью следующего года началась работа над альбомом Now, Diabolical, релиз которого состоялся в апреле 2006 года. Он стартовал на второй строчке в национальном чарте, хорошо продавался и во многих странах пользовался популярностью не только среди поклонников блэк-метала. Он стал первым блэк-метал-альбомом, который получил золотой статус в Норвегии (в 2007 году это достижение повторил In Sorte Diaboli Dimmu Borgir). Изданием альбома за пределами Норвегии занимался американский лейбл Roadrunner Records. В марте 2008 года Satyricon стали одними из хедлайнеров Inferno Metal Festival в Осло. Очередной альбом The Age Of Nero вышел 3 ноября 2008 года и стартовал на пятой позиции в норвежском чарте. В январе прошёл североамериканский тур с Cradle of Filth, в марте состоялись выступления в Австралии и Новой Зеландии.
Восьмой альбом, названный Satyricon, был выпущен в сентябре 2013 года и занял первое место в национальном чарте. Также он попал на шестую строчку финского альбомного чарта и на 23-е место альбомного чарта Германии. Альбом номинировался на Spellemannsprisen.

## Участники группы

### Действующие участники
- Сатир (Сигурд Вонгравен) — вокал, гитара, клавишные, бас (с 1990)
- Фрост (Кьетиль-Видар Харальдстад) — ударные (с 1992)

### Концертные участники
- Azarak (Стейнар Гундерсен) — соло-гитара (с 1999)
- Neddo (Андерс Одден) — бас-гитара (с 2013)
- Yogy (Диого Бастос) — ритм-гитара (с 2013)
- Йоб Бос — клавишные (с 2013)

### Бывшие участники
Гитара:
- Kveldulv (Тед Скьеллум, он же Nocturno Culto из Darkthrone) — на Nemesis Divina
- Lemarchand (Ховард Йоргенсен; также играл в Ulver)
- Vargen (Йоаким Йенсен) (1990—1992)
- A.O Gronbech (Арнт Гронбех, также играет в Keep of Kalessin) (2002—2007, концертный музыкант)

Бас-гитара:
- Lord Deadmeat (Горан Бассо) (1990)
- Wargod (Вегард Бломберг) (1990—1993)
- Samoth (Томас Хауген; также играл в Emperor и ряде других групп) (1993—1996)
- Ларс Норберг (2002—2007, концертный музыкант)

Ударные:
- Exhurtum (Карл-Микаэль Эйде) (1990—1992; также играл в Ulver и Ved Buens Ende)
- PrimeEvil (Стейнар Хенриксен) (1990—1992)
- Morfar Blodtann (Андерс Орьебу) (1990—1996)
- Джоуи Джордисон — ударник в туре по США в 2004 году (до 2013 года играл в Slipknot)

Клавишные:
- Torden (Торд Вардоен) (1993)
- Йонна Никула (2003—2011, концертный музыкант)
- Андерс Хунстад (2011—2013, концертный музыкант)

## Дискография

### Полноформатные альбомы
| Год  | Дата выхода | Название               | Лейбл                                            |
| ---- | ----------- | ---------------------- | ------------------------------------------------ |
| 1993 | сентябрь    | Dark Medieval Times    | Moonfog Productions                              |
| 1994 | 12 сентября | The Shadowthrone       | Moonfog Productions                              |
| 1996 | 22 апреля   | Nemesis Divina         | Moonfog Productions/Century Media Records        |
| 1999 | 6 сентября  | Rebel Extravaganza     | Moonfog Productions/Nuclear Blast                |
| 2002 | 25 октября  | Volcano                | Capitol Records/EatURmusic/Columbia Records      |
| 2006 | 17 апреля   | Now, Diabolical        | Roadrunner Records/Sony BMG                      |
| 2008 | 3 ноября    | The Age Of Nero        | Roadrunner Records/Koch Records/Indie Recordings |
| 2013 | 8 сентября  | Satyricon              | Indie Recordings/Nucler Blast/Roadrunner Records |
| 2017 | 22 сентября | Deep Calleth Upon Deep | Napalm Records                                   |
| 2022 | 10 июня     | Satyricon & Munch      | Napalm Records                                   |

### Мини-альбомы
| Год  | Дата выхода | Название        | Лейбл                               |
| ---- | ----------- | --------------- | ----------------------------------- |
| 1997 | 13 июня     | Megiddo         | Moonfog Productions                 |
| 1999 | 10 мая      | Intermezzo II   | Moonfog Productions                 |
| 2008 | 2 июня      | My Skin Is Cold | Roadrunner Records/Indie Recordings |

### Синглы
| Год  | Название                        | Лейбл              |
| ---- | ------------------------------- | ------------------ |
| 2006 | «The Pentagram Burns»           | Roadrunner Records |
| 2006 | «K.I.N.G.»                      | Sony BMG           |
| 2008 | «Black Crow on a Tombstone»     | Roadrunner Records |
| 2013 | «Our World, It Rumbles Tonight» |                    |

### Демо
- All Evil (1992)
- The Forest Is My Throne (1993), в 1995 году переиздано на сплит-альбоме с Enslaved как The Forest Is My Throne / Yggdrassil

### Сборники
- Ten Horns – Ten Diadems (2002)

### Видео
- «Mother North» [видеоклип] (1996)
- Roadkill Extravaganza [VHS/DVD] (2001)
- «Fuel for Hatred» [видеоклип] (2002)
- «K.I.N.G.» [видеоклип] — (2006)
- «The Pentagram Burns» [видеоклип] (2006)
- «Black Crow on a Tombstone» [видеоклип] (2008)
- «Phoenix» [видеоклип] (2013)
- Live At The Opera [DVD] (2015)
- «Deep Calleth Upon Deep» [видео с текстом] (2017)
- «To Your Brethren In The Dark» [видеоклип] (2017)